# Jutty Ranx
Pour les articles homonymes, voir Ranx.
Jutty Ranx est un groupe de musique électronique américain, composé du chanteur Justin Taylor, de Jaakko Manninen, un ancien membre du groupe finlandais Beats and Styles et de Ryan Malina. Leur titre I See You rentre dans le chart italien officiel des téléchargements digitaux, certifié par la FIMI, pendant 13 semaines. Il en atteint la troisième place en mars 2013 et est certifié double disque de platine avec plus de 60 000 albums vendus.
Leur premier album éponyme est sorti le 21 mai 2013 en Italie puis à travers le monde durant l'été de la même année. Leur deuxième album, Discordia, sort le 23 juin 2015.

## Discographie

### Albums studio
- 2013 : Jutty Ranx
- 2015 : Discordia

### Singles
| Année | Titre     | Meilleure position dans les charts | Meilleure position dans les charts | Meilleure position dans les charts | Meilleure position dans les charts | Meilleure position dans les charts | Certifications                | Album      |
| Année | Titre     | BEL (VI)                           | CZE                                | FRA                                | ITA                                | SUI                                | Certifications                | Album      |
| ----- | --------- | ---------------------------------- | ---------------------------------- | ---------------------------------- | ---------------------------------- | ---------------------------------- | ----------------------------- | ---------- |
| 2012  | I See You | 97                                 | 37                                 | 55                                 | 3                                  | 73                                 | ITA: double disque de platine | Jutty Ranx |